# Brabejum
- Commons
- Wikispecies

Brabejum é um género botânico pertencente à família Proteaceae.

## Espécies
- Brabejum caliculatum
- Brabejum concatenatum
- Brabejum lucidum
- Brabejum pinnatum
- Brabejum stellare
- Brabejum stellatifolium
- Brabejum stellatum
- Brabejum stellulifolium
- Lista completa

## Classificação do gênero
| Sistema | Classificação                      | Referência               |
| ------- | ---------------------------------- | ------------------------ |
| Linné   | Classe Tetrandria, ordem Monogynia | Species plantarum (1753) |